# Prosopocera peeli
Prosopocera peeli es una especie de escarabajo longicornio del género Prosopocera, tribu Prosopocerini, familia Cerambycidae. Fue descrita científicamente por Gahan en 1900.
Se distribuye por Botsuana, Etiopía, Kenia, Somalia y Tanzania. Mide 13-17 milímetros de longitud. El período de vuelo ocurre en los meses de abril, mayo, junio, julio, octubre, noviembre y diciembre.